# Grand Prix San Marina 1986
Grand Prix San Marina 1986 (oficiálně 6º Gran Premio di San Marino) se jela na okruhu Autodromo Enzo e Dino Ferrari v Imole v Itálii dne 27. dubna 1986. Závod byl třetím v pořadí v sezóně 1986 šampionátu Formule 1.

## Kvalifikace
| Poř. | No. | Jezdec             | Konstruktér            | Časy v kvalifikaci | Časy v kvalifikaci | Ztráta |
| Poř. | No. | Jezdec             | Konstruktér            | Q1                 | Q2                 | Ztráta |
| ---- | --- | ------------------ | ---------------------- | ------------------ | ------------------ | ------ |
| 1    | 12  | Ayrton Senna       | Lotus-Renault          | 1:25.050           | 1:25.286           | —      |
| 2    | 6   | Nelson Piquet      | Williams-Honda         | 1:25.890           | 1:25.569           | +0.519 |
| 3    | 5   | Nigel Mansell      | Williams-Honda         | 1:26.752           | 1:26.159           | +1.109 |
| 4    | 1   | Alain Prost        | McLaren-TAG            | 1:26.273           | 1:26.176           | +1.126 |
| 5    | 27  | Michele Alboreto   | Ferrari                | 1:26.428           | 1:26.263           | +1.213 |
| 6    | 2   | Keke Rosberg       | McLaren-TAG            | 1:26.956           | 1:26.835           | +1.335 |
| 7    | 28  | Stefan Johansson   | Ferrari                | 1:27.497           | 1:27.009           | +1.959 |
| 8    | 25  | René Arnoux        | Ligier-Renault         | 1:28.362           | 1:27.403           | +2.353 |
| 9    | 20  | Gerhard Berger     | Benetton-BMW           | 1:28.559           | 1:27.444           | +2.394 |
| 10   | 19  | Teo Fabi           | Benetton-BMW           | 1:29.328           | 1:27.538           | +2.488 |
| 11   | 16  | Patrick Tambay     | Lola-Hart              | 1:29.665           | 1:27.860           | +2.810 |
| 12   | 18  | Thierry Boutsen    | Arrows-BMW             | 1:29.931           | 1:28.022           | +2.972 |
| 13   | 3   | Martin Brundle     | Tyrrell-Renault        | 1:29.687           | 1:28.329           | +3.279 |
| 14   | 26  | Jacques Laffite    | Ligier-Renault         | 1:28.411           | 1:28.389           | +3.339 |
| 15   | 17  | Marc Surer         | Arrows-BMW             | 1:30.156           | 1:28.637           | +3.587 |
| 16   | 7   | Riccardo Patrese   | Brabham-BMW            | 1:30.641           | 1:28.828           | +3.778 |
| 17   | 11  | Johnny Dumfries    | Lotus-Renault          | 1:29.244           | 1:26.607           | +4.194 |
| 18   | 24  | Alessandro Nannini | Minardi-Motori Moderni | 1:29.985           | 1:29.244           | +4.194 |
| 19   | 8   | Elio de Angelis    | Brabham-BMW            | 1:30.881           | 1:29.713           | +4.663 |
| 20   | 14  | Jonathan Palmer    | Zakspeed               | 1:33.352           | 1:30.024           | +4.974 |
| 21   | 15  | Alan Jones         | Lola-Ford              | 1:30.087           | 1:30.517           | +5.037 |
| 22   | 4   | Philippe Streiff   | Tyrrell-Renault        | 1:30.123           | 1:32.358           | +5.073 |
| 23   | 23  | Andrea de Cesaris  | Minardi-Motori Moderni | 1:31.956           | 1:30.131           | +5.081 |
| 24   | 29  | Huub Rothengatter  | Zakspeed               | 1:40.903           | 1:31.953           | +6.903 |
| 25   | 22  | Christian Danner   | Osella-Alfa Romeo      | 1:37.485           | 1:33.806           | +8.756 |
| 26   | 21  | Piercarlo Ghinzani | Osella-Alfa Romeo      | 1:34.461           |                    | +9.411 |

## Závod
| Poř.   | No. | Jezdec             | Konstruktér            | Počet kol | Čas/Odstoupení    | Pořadí na startu | Body |
| ------ | --- | ------------------ | ---------------------- | --------- | ----------------- | ---------------- | ---- |
| 1      | 1   | Alain Prost        | McLaren-TAG            | 60        | 1:32:28.408       | 4                | 9    |
| 2      | 6   | Nelson Piquet      | Williams-Honda         | 60        | + 7.645           | 2                | 6    |
| 3      | 20  | Gerhard Berger     | Benetton-BMW           | 59        | + 1 kolo          | 9                | 4    |
| 4      | 28  | Stefan Johansson   | Ferrari                | 59        | + 1 kolo          | 7                | 3    |
| 5      | 2   | Keke Rosberg       | McLaren-TAG            | 58        | Nedostatek paliva | 6                | 2    |
| 6      | 7   | Riccardo Patrese   | Brabham-BMW            | 58        | Nedostatek paliva | 16               | 1    |
| 7      | 18  | Thierry Boutsen    | Arrows-BMW             | 58        | + 2 kola          | 12               |      |
| 8      | 3   | Martin Brundle     | Tyrrell-Renault        | 58        | + 2 kola          | 13               |      |
| 9      | 17  | Marc Surer         | Arrows-BMW             | 57        | + 3 kola          | 15               |      |
| 10     | 27  | Michele Alboreto   | Ferrari                | 56        | Turbo             | 5                |      |
| Ret    | 21  | Piercarlo Ghinzani | Osella-Alfa Romeo      | 52        | Nedostatek paliva | 26               |      |
| Ret    | 25  | René Arnoux        | Ligier-Renault         | 46        | Kolo              | 8                |      |
| Ret    | 4   | Philippe Streiff   | Tyrrell-Renault        | 41        | Řazení            | 22               |      |
| Ret    | 19  | Teo Fabi           | Benetton-BMW           | 39        | Motor             | 10               |      |
| Ret    | 14  | Jonathan Palmer    | Zakspeed               | 38        | Brzdy             | 20               |      |
| Ret    | 22  | Christian Danner   | Osella-Alfa Romeo      | 31        | Elektronika       | 25               |      |
| Ret    | 15  | Alan Jones         | Lola-Ford              | 28        | Přehřátí          | 21               |      |
| Ret    | 23  | Andrea de Cesaris  | Minardi-Motori Moderni | 20        | Motor             | 23               |      |
| Ret    | 8   | Elio de Angelis    | Brabham-BMW            | 19        | Motor             | 19               |      |
| Ret    | 26  | Jacques Laffite    | Ligier-Renault         | 14        | Řazení            | 14               |      |
| Ret    | 12  | Ayrton Senna       | Lotus-Renault          | 11        | Ložisko           | 1                |      |
| Ret    | 5   | Nigel Mansell      | Williams-Honda         | 8         | Motor             | 3                |      |
| Ret    | 11  | Johnny Dumfries    | Lotus-Renault          | 8         | Ložisko           | 17               |      |
| Ret    | 29  | Huub Rothengatter  | Zakspeed               | 7         | Turbo             | 24               |      |
| Ret    | 16  | Patrick Tambay     | Lola-Hart              | 5         | Motor             | 11               |      |
| Ret    | 24  | Alessandro Nannini | Minardi-Motori Moderni | 0         | Nehoda            | 18               |      |
| Zdroj: |     |                    |                        |           |                   |                  |      |

## Průběžné pořadí po závodě
Pohár jezdců
| Pořadí | Jezdec         | Body |
| ------ | -------------- | ---- |
| 1      | Ayrton Senna   | 15   |
| 2      | Nelson Piquet  | 15   |
| 3      | Alain Prost    | 13   |
| 4      | Nigel Mansell  | 6    |
| 5      | Gerhard Berger | 6    |
| Zdroj: |                |      |

Pohár konstruktérů
| Pořadí | Konstruktér    | Body |
| ------ | -------------- | ---- |
| 1      | Williams-Honda | 21   |
| 2      | McLaren-TAG    | 18   |
| 3      | Lotus-Renault  | 15   |
| 4      | Benetton-BMW   | 8    |
| 5      | Ligier-Renault | 7    |
| Zdroj: |                |      |